# 富樫美鈴
富樫美鈴（日语：／ Togashi Misuzu，1986年8月7日—），日本女性配音員、舞台演員、歌手。出身於北海道。A型血。

## 簡介
出道後原屬Production Ace，退所後曾經加入Still Wood Garden，現在是賢Production所屬。

## 來歷
2009年，於電視動畫《學生會的一存》為次要角色椎名深夏配音，成為她的聲優出道作。並在同年以Veil成員內的雙人組合「Veil ∞ Misuzu」、及動畫《學生會的一存》衍生聲優組合「碧陽學園學生會」的初代成員身份參加相關活動。
2011年11月2日，發行其參演電視動畫《魔劍姬！》片頭主打唯一單曲「Fly Away」。不只如此，還負責過B面歌曲的填詞。
2012年，與動畫《槍械少女!!》一起參演的同行野水伊織、佐土原香織、味里共4人組成聲優組合「sweet ARMS」。
2013年1月11日，從出道當時所屬的經紀公司Production Ace離所，經歷了自由身之後，同年8月加入Still Wood Garden。
2014年12月31日，又從Still Wood Garden離所之後，翌年2015年2月起加入現在所屬的賢Production。

## 人物
從Production Ace所屬時期與同期出道的同遼有不錯的交情、並經常一起在作品中共演。其中和野水伊織因為2人都在北海道出生，因此有很多話題可聊。
喜歡的歌手有坂本真綾、椎名林檎及前山田健一。
興趣、特長：插圖、唱歌、說北海道方言。

## 演出
粗體字表示主要角色。

### 電視動畫
2009年
- 遊魂 -Kiss on my Deity-（女學生）
- 學生會的一存（椎名深夏[10]）
- 天降之物（女子A、女性、女、接線員）

2010年
- 守護貓娘緋鞠（小孩子）
- 天降之物Forte（女子A、馬美、女子1）
- FORTUNE ARTERIAL 赤之約束（女學生）

2011年
- 天魔黑兔（エデルカ）
- 日常（水上麻衣[11]）
- 魔劍姬！（志那都红豆[12][13]）
- 未來日記（天野雪輝〈1st〉[14]）

2012年
- Another（女子）
- 槍械少女!!（一六[15]）
- 足球騎士（撫子9號、中村千佳、的場薰〈小時候〉（小孩）、女經理B、小孩）
- 黑魔女學園（小島直樹[16]）

2013年
- 學生會的一存 Lv.2（椎名深夏[17]）
- 約會大作戰（鳶一折紙[18]）
- 哆啦A夢 (水田山葵版)（男子、男孩子、同學③）
- 高鐵英雄（安[19]）
- 秘密結社鷹之爪3（日语：秘密結社鷹の爪）（庫拉拉、電話的聲音）

2014年
- 魔劍姬！通（志那都红豆）
- 姐姐來了（早坂孝喜[20]）
- 約會大作戰II（鳶一折紙[21]）
- 目隱城市的演繹者（Hibiya／雨宮響也[22]）

2015年
- 新妹魔王的契約者（東城刃更〈幼少時期〉）
- 對魔導學園35試驗小隊（學生C）
- 排球少年!! Second Season（小笠原優、雀田香織、雀田香苗、男子A）

2016年
- 排球少年!! Second Season（女）
- 火影忍者疾風傳（〈少年時期〉）
- 超心動！文藝復興（女學生）
- 夢幻慶典（主播）

2017年
- 烙印勇士（男孩子）
- DRIVE HEAD 救援特警隊（弘明、唯、少年、經理）
- 第一次的辣妹（羽柴純一〈小學時期〉）
- BORUTO -火影新世代- NARUTO NEXT GENERATIONS-（宇智波申（複製體））

2018年
- 愛在雨過天晴時（女學生、前輩）
- 沒有心跳的少女 BEATLESS（海內遼〈幼少時期〉）
- 夢王國與沉睡中的100位王子殿下（兒子）
- 千銃士（母親）
- 傀儡馬戲團（女孩子、幼兒園園童、男子、美女）
- 月影特工（誘拐犯1）

2019年
- 約會大作戰III（鳶一折紙[23]）
- 拾又之國（德薩姆〈幼少時期〉）

2020年
- 花牌情緣3（魚住主播）

2021年
- 半妖的夜叉姬（雷太）
- 通靈王（瑞瑟格的母親、路德塞布）

2022年
- 約會大作戰IV（鳶一折紙）
- 名偵探柯南（長谷川絹江）

2024年
- 約會大作戰V（鳶一折紙[24]）

### 電影動畫
2015年
- 劇場版 約會大作戰：萬由里審判（鳶一折紙[25]）

2016年
- 陽炎計劃 -in a day's-（Hibiya／雨宮響也[26]）

2018年
- 劇場版 神奇寶貝：大家的故事（無畏小子）
- 我的英雄學院THE MOVIE ～2人的英雄～[[[Wikipedia:格式手册/链接#章節|錨點失效]]]（主持人大姊姊）

2019年
- 劇場版 神奇寶貝：超夢的逆襲 EVOLUTION（喵喵2）

### OVA
2010年
- 天降之物（女子）

2011年
- 日常「日常的0話」（水上麻衣）

2013年
- 未來日記 REDIAL（天野雪輝〈1st〉）

### 遊戲
2010年
- 學生會的一存 -DS學生會-（椎名深夏）

2011年
- 偵探社（日语：たんていぶ）（天永瑛子[27]）
  - 偵探社 THE DETECTIVE CLUB -暗號與密室與怪人與-
  - 偵探社 THE DETECTIVE CLUB -廢社與繪畫與爆彈與-
  - 偵探社 THE DETECTIVE CLUB -失蹤與反擊與大團圓-
- 日常〈宇宙人〉（水上麻衣[28]）

2012年
- 未來日記 第13位日記持有者 RE: WRITE（天野雪輝[29]）

2013年
- 巴哈姆特之怒（薄荷[30]）
- 學生會的一存 Lv.2 PORTABLE（椎名深夏[31]）
- 約會大作戰 烏托邦凜禰（鳶一折紙[32]）
- （椎名深夏）

2014年
- 約會大作戰 或守Install（鳶一折紙[33]）

2015年
- 超銀河秘球（月影露奈[34]）
- 約會大作戰 Twin Edition 轉世凜緒（鳶一折紙[35]）

2016年
- 碧藍幻想（賽西爾[36]）
- Miitopia（阿拉絲麗）

2017年
- 永遠的7日之都（達格、白歌）

2018年
- NARUTO TO BORUTO 新忍出擊（日语：NARUTO TO BORUTO シノビストライカー）（交換虛擬分身聲音）

2019年
- 在地下城尋求邂逅是否搞錯了什麼 ～記憶憧憬～（鳶一折紙）
- 寶可夢大師

2020年
- 最後生還者 第II章（雷夫）
- 約會大作戰 蓮反烏托邦（鳶一折紙[37]）

2021年
- 審判之逝：湮滅的記憶 (香田真美)
- 白夜極光（雨森）

### 外語配音

#### 電影
- 波希米亞狂想曲
- 總有驕陽（Copperfield）※Netflix版。
- 奇幻旅程（少年Mikey）
- 人造意識
- 怪奇孤兒院（Horace Somnusson〈Hayden Keeler-Stone〉）
- 東方快車謀殺案[38]
- 碟仙：惡靈始源
- 終極戰士：掠奪者（女學生2[39]）
- 三個臭皮匠（英语：The Three Stooges (2012 film)）（羅絲瑪莉〈珍妮佛·哈德遜〉）

#### 電視影集
- 盲點 (第2季)
- 鐵證懸案 (第6季)（丹尼·芬奇）
- 夢想起飛Dream High2（李瑟〈鄭妍周〉）
- 大騙局 (第3季)
- 愛卡莉
- 妙女神探 (第2季)
- The Thundermans（英语：The Thundermans）（Billy〈Diego Velázquez〉[40]）

#### 動畫
- 艾蓮娜公主（娜奧米〈吉莉恩·羅斯·里德〉）

### 廣播節目
※記號表示說明網路廣播。
- 碧陽學園☆校內放送（2009年10月9日－2010年6月22日，《學生會的一存》電視動畫官方網站、角川動畫頻道）※
- 日常的電台（2011年2月25日－12月30日，《日常》電視動畫官方網站、Lantis web radio（日语：ランティスウェブラジオ））※
- 槍械少女!! 電台 ～突擊!! sweet ARMS～（2012年3月23日－9月28日，HiBiKi Radio Station（日语：HiBiKi Radio Station））※
- CHACHA 『日本子·恰恰』應援電台 恰恰電台（2013年，恰恰電台節目特設網站）※
- sweet ARMS放送局 ～RADIO THE TRIGGER～（2014年7月1日－9月23日，HiBiKi Radio Station）※[41]
- （2015年4月4日－6月27日，文化放送『A&G TRIBAL RADIO 愛迪生（日语：A&G TRIBAL RADIO エジソン）』內）※

### 舞台
- 明日
- 長
- 動畫★夢第2季 於東京惠比壽AMG劇院定期公演（常態出演：2009年12月25日－2010年5月1日）
- 動畫☆夢 於東京惠比壽AMG劇院定期公演（常態出演：2010年6月26日－）

## 音樂作品
聲優組合Sweet ARMS的歌曲請參照「Sweet ARMS」。

### 單曲
| 枚數 | 發行日期      | 單曲名稱（日文名稱） | 規格編號   | 最高排名 |
| ---- | ------------- | -------------------- | ---------- | -------- |
| 1st  | 2011年11月2日 | Fly Away             | COCC-16517 | 第49名   |

### 商業搭配
| 樂曲     | 商業搭配                       | 時期   |
| -------- | ------------------------------ | ------ |
| Fly Away | 電視動畫《魔劍姬！》片頭主題曲 | 2011年 |
|          | 電視劇《黑貓露西》片頭主題曲   | 2012年 |
| Piece    | 電視動畫《姐姐來了》主題歌     | 2014年 |

### 角色歌曲
| 11月11日 | Treasure                                                    | 碧陽學園學生會                                | 「Treasure」                                        | 電視動畫《學生會的一存》片頭主題曲      |
| 11月25日 | 妄想☆迷戀之物！                                             | 碧陽學園學生會                                | 「妄想☆常！」                                       | 電視動畫《學生會的一存》片尾主題曲      |
| 11月25日 | 妄想☆迷戀之物！                                             | 碧陽學園學生會                                | 「上上下下左右左右BA」                              | 電視動畫《學生會的一存》片尾主題曲      |
| 11月25日 | 妄想☆迷戀之物！                                             | 碧陽學園學生會                                | 「常☆常」                                           | 電視動畫《學生會的一存》片尾主題曲      |
| 11月25日 | 妄想☆迷戀之物！                                             | 碧陽學園學生會 副會長與會計                   | 「妄想☆常！ ～椎名常妹ver.～」                      | 電視動畫《學生會的一存》片尾主題曲      |
| 11月25日 | 妄想☆迷戀之物！                                             | 碧陽學園學生會 副會長與會計                   | 「上上下下左右左右BA ～椎名姉妹ver.～」             | 電視動畫《學生會的一存》片尾主題曲      |
| 11月25日 | 妄想☆迷戀之物！                                             | 碧陽學園學生會 副會長與會計                   | 「常☆常 ～椎名常妹ver.～」                          | 電視動畫《學生會的一存》相關歌曲        |
| 2010年   |                                                             |                                               |                                                     |                                         |
| 3月26日  | 學生會的一存 Character Fandisc 椎名深夏                     | 椎名深夏（富樫美鈴）                          | 「熱血太郎」                                        | 電視動畫《學生會的一存》相關歌曲        |
| 3月26日  | 學生會的一存 Character Fandisc 椎名深夏                     | 椎名深夏（富樫美鈴）                          | 「生徒隊」                                          | 電視動畫《學生會的一存》相關歌曲        |
| 3月26日  | 學生會的一存 Character Fandisc 椎名深夏                     | 椎名深夏（富樫美鈴）                          | 「」                                                | 電視動畫《學生會的一存》相關歌曲        |
| 2011年   |                                                             |                                               |                                                     |                                         |
| 8月10日  | 日常角色歌曲 其之6 麻衣之淚的阿彌陀如來                     | 水上麻衣（富樫美鈴）                          | 「麻衣涙阿陀如」                                    | 電視動畫《日常》相關歌曲                |
| 8月10日  | 日常角色歌曲 其之6 麻衣之淚的阿彌陀如來                     | 水上麻衣（富樫美鈴）                          | 「麻衣☆-梵」                                        | 電視動畫《日常》相關歌曲                |
| 8月24日  | 麻衣                                                        | 水上麻衣（富樫美鈴）                          | 「日常」                                            | 電視動畫《日常》相關歌曲                |
| 8月24日  | 麻衣                                                        | 水上麻衣（富樫美鈴）                          | 「大威明王」                                        | 電視動畫《日常》相關歌曲                |
| 11月23日 | 未日記 Vol.1 ～因果律～                                     | 天野雪輝（富樫美鈴）                          | 「君君人生主役胸張」                                | 電視動畫《未來日記》相關歌曲            |
| 12月28日 | ！全！                                                      | 志那都小豆（富樫美鈴）&高貴楓蘭（合田彩）     | 「Baby！Baby！Ver.3」                               | 電視動畫《魔劍姬！》第3話片尾主題曲     |
| 12月28日 | ！全！                                                      | 姬神木靈（矢作紗友里）&志那都小豆（富樫美鈴） | 「Baby！Baby！Ver.4」                               | 電視動畫《魔劍姬！》第4話片尾主題曲     |
| 12月28日 | ！全！                                                      | 志那都小豆（富樫美鈴）&天谷春戀（下屋則子）   | 「Baby！Baby！Ver.11」                              | 電視動畫《魔劍姬！》第11話片尾主題曲    |
| 2012年   |                                                             |                                               |                                                     |                                         |
| 9月26日  | !! Special Album 青錆園放送部「認！」篇                     | 一六（富樫美鈴）                              | 「！」                                              | 電視動畫《槍械少女!!》相關歌曲          |
| 11月23日 | Precious                                                    | 碧陽學園學生會Lv.2                            | 「Precious」                                        | 電視動畫《學生會的一存 Lv.2》片頭主題曲 |
| 11月23日 | Precious                                                    | 椎名美夏（富樫美鈴）                          | 「Precious ～Misuzu Solo Mix～」                    | 電視動畫《學生會的一存 Lv.2》相關歌曲   |
| 11月23日 | Precious                                                    | 碧陽學園學生會Lv.2                            | 「Treasure Lv.2」                                   | 電視動畫《學生會的一存 Lv.2》相關歌曲   |
| 2013年   |                                                             |                                               |                                                     |                                         |
| 1月25日  | 生徒一存 Lv.2 生徒                                          | 碧陽學園學生會Lv.2                            | 「Fo(u)r Seasons」                                  | 電視動畫《學生會的一存 Lv.2》片尾主題曲 |
| 1月25日  | 生徒一存 Lv.2 生徒                                          | 碧陽學園學生會Lv.2                            | 「羊匹二匹」                                        | 電視動畫《學生會的一存 Lv.2》片尾主題曲 |
| 1月25日  | 生徒一存 Lv.2 生徒                                          | 碧陽學園學生會Lv.2                            | 「KIZUNA」                                          | 電視動畫《學生會的一存 Lv.2》片尾主題曲 |
| 1月25日  | 生徒一存 Lv.2 生徒                                          | 碧陽學園學生會Lv.2                            | 「超☆」                                             | 電視動畫《學生會的一存 Lv.2》片尾主題曲 |
| 1月25日  | 生徒一存 Lv.2 生徒                                          | 碧陽學園學生會Lv.2                            | 「BLUE SKY」                                        | 電視動畫《學生會的一存 Lv.2》片尾主題曲 |
| 1月25日  | 生徒一存 Lv.2 生徒                                          | 椎名深夏（富樫美鈴）                          | 「Fo(u)r Seasons ～Summer mix～」                   | 電視動畫《學生會的一存 Lv.2》相關歌曲   |
| 8月7日   | 電視動畫「約會大作戰」音樂精選 DATE A MUSIC EXTENSION       | 鳶一折紙（富樫美鈴）                          | 「色折紙」                                          | 電視動畫《約會大作戰》相關歌曲          |
| 2014年   |                                                             |                                               |                                                     |                                         |
| 3月1日   | Piece                                                       | 富樫美鈴                                      | 「Piece」 「Piece -EDM MIX-」 「Piece -funky MIX-」 | 電視動畫《姐姐來了》主題歌              |
| 3月5日   | ！通 大音 《部門篇》                                        | 志那都小豆（富樫美鈴）                        | 「TRUE LOVE!!」                                     | 電視動畫《魔劍姬！通》相關歌曲          |
| 2019年   |                                                             |                                               |                                                     |                                         |
| 5月22日  | 約會大作戰 III Music Selection DATE A "Unforgettable" MUSIC | 鳶一折紙（富樫美鈴）                          | 「Or again…」                                       | 電視動畫《約會大作戰III》相關歌曲       |

### 其它
- Veil 名義（Veil ∞ Misuzu 參加）
  - I miss you（2010年10月27日播出電視動畫《FORTUNE ARTERIAL 赤之約束》片尾主題曲）

## 腳註

## 外部連結
- 賢Production公式官網的聲優簡介 （页面存档备份，存于） （日語）
- （日語）－（舊）富樫美鈴的官方個人部落格。
- （日語）－（新）富樫美鈴的官方個人部落格。
- 富樫美鈴的X（前Twitter） （日語）